# Țibrița
Țibrița este o arie protejată (sit de importanță comunitară — SCI) din Bulgaria întinsă pe o suprafață de 887,61 ha, integral pe uscat.

## Localizare
Centrul sitului Țibrița este situat la coordonatele 43°38′29″N 23°23′45″E / 43.6415°N 23.3959°E.

## Înființare
Situl Țibrița a fost declarat sit de importanță comunitară în martie 2007 pentru a proteja 19 specii de animale.

## Biodiversitate
Situată în ecoregiunea continentală, aria protejată conține 4 habitate naturale: Cursuri de apă de la nivel de câmpie la nivel montan, cu vegetație Ranunculion fluitantis și Callitricho-Batrachion, Pajiști stepice panonice pe loess, Păduri aluvionare cu Alnus glutinosa și Fraxinus excelsior (Alno-Padion, Alnion incanae, Salicion albae), Păduri stepice euro-siberiene cu Quercus spp..
La baza desemnării sitului se află mai multe specii protejate:
- amfibieni (3): buhai de baltă cu burta roșie (Bombina bombina), izvoraș-cu-burta-galbenă (Bombina variegata), triton cu creastă dobrogean (Triturus dobrogicus)
- mamifere (3): vidră de râu (Lutra lutra), hamster românesc (Mesocricetus newtoni), popândău (Spermophilus citellus)
- nevertebrate (5): croitorul mare al stejarului (Cerambyx cerdo), rădașcă (Lucanus cervus), croitorul cenușiu al stejarului (Morimus funereus), Theodoxus transversalis, Unio crassus
- pești (5): Barbus meridionalis, zvârluga (Cobitis taenia), boarță (Rhodeus amarus), porcușor de nisip (Romanogobio kesslerii), dunăriță (Sabanejewia aurata)
- reptile (3): Elaphe sauromates, țestoasa de baltă (Emys orbicularis), țestoasă bănățeană (Testudo hermanni)

Pe lângă speciile protejate, pe teritoriul sitului au mai fost identificate 5 specii de plante, 4 specii de amfibieni, 4 specii de pești, 6 specii de reptile.